# Listă de divinități în mitologia nordică

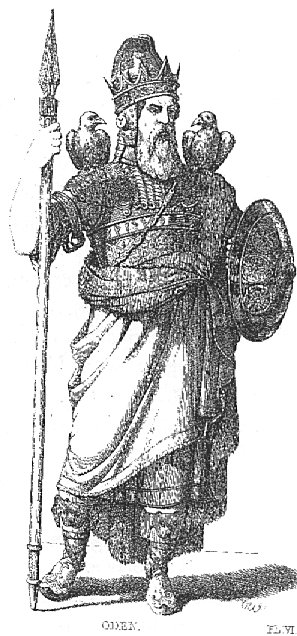
Odin

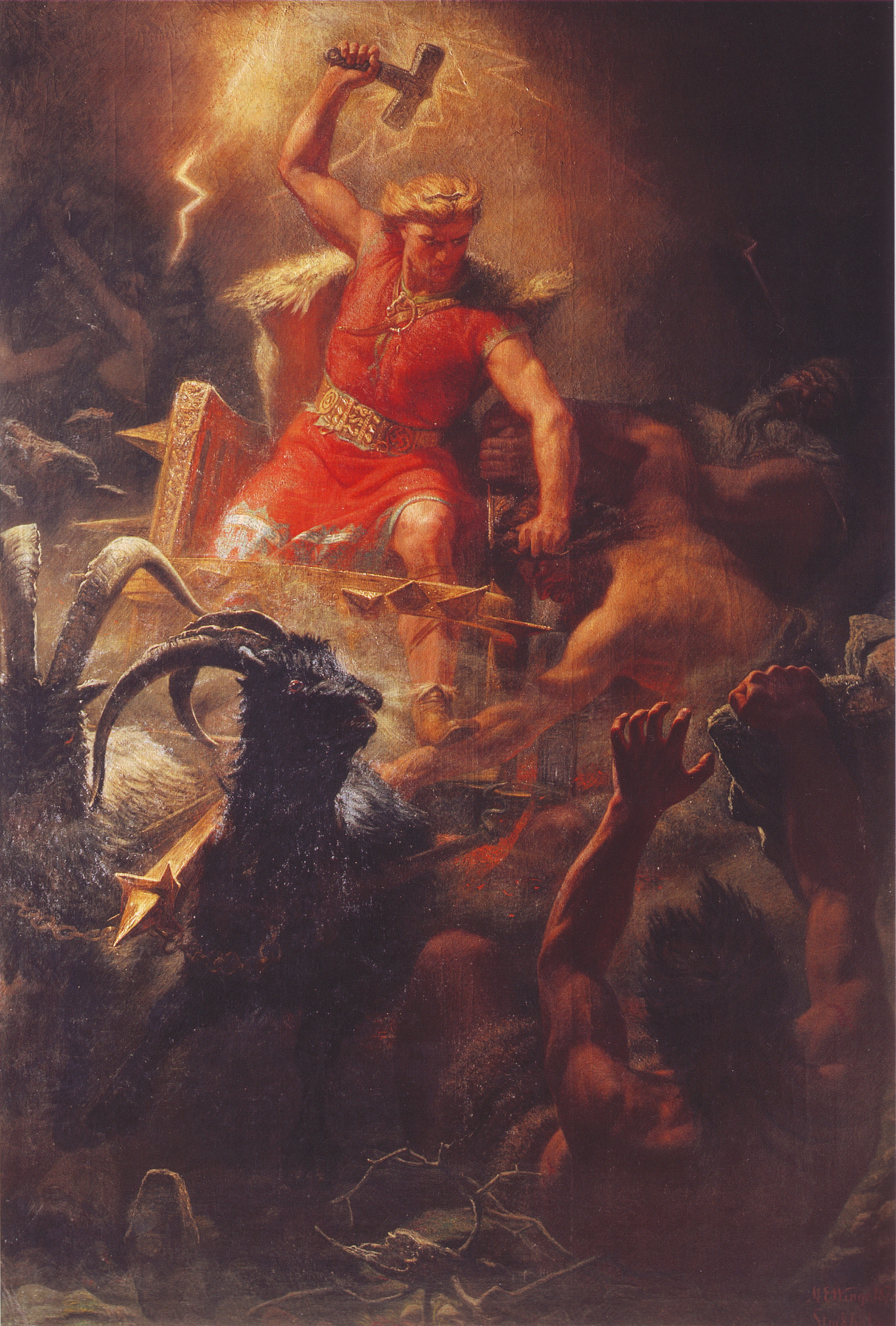
Thor

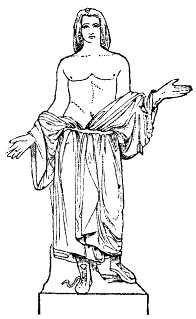
Baldur

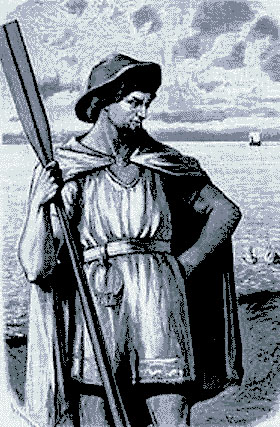
Njord

Zeii mitologiei nordice nu au, spre deosebire de cei ai altor mitologii,
nemurire, ci doar tinerețe veșnică. Ei sunt la început împărțiți în două familii rivale: Aesir și Vanir, familii care se împacă după o perioadă de timp. Ilustrând o suită de intrigi și conficte între zei, care culminează cu moartea zeului luminii, Baldur, mitologia nordică redă finalul tragic al lumii, amurgul zeilor, numit Ragnarok.
- Odin sau Woden - zeul suprem
- Thor - zeul tunetului
- Frigg - zeița cerului
- Baldur - zeul luminii
- Loki - zeul magiei și al focului
- Freya - zeița dragostei și a fertilității
- Freyr - zeul fecundității și al fertilității
- Tyr - zeul războiului
- Njord - zeul mării și al vânturilor
- Skadi - zeița iernii
- Idunna sau Idun - zeița tinereții și a frumuseții
- Hel - zeița morții
- Ull - zeul iernii
- Forseti - zeul justiției
- Bragi - zeul poeziei
- Hod - zeul întunericului
- Gerd - zeița pământului
- Heimdall - paznicul tărâmului Asgard
- Aegir - zeul mării
- Ran - zeița furtunii și a apei
- Sif - zeiță a fertilității
- Vidar - zeul răzbunării divine
- Bor - zeu primordial
- Sunna sau Sol - zeița soarelui
- Mond - zeul lunii
- Thiazi -zeul furtunii
- Svalin - zeița norilor și a dimineții
- Sigyn - soția lui Loki
- Nornele - zeițele destinului:
  - Urd - zeița trecutului
  - Verdandi - zeița prezentului
  - Skuld - zeița viitorului